# Enrico Stuart
Enrico Stuart, duca di Gloucester (Surrey, 8 luglio 1640 – Whitehall, 18 settembre 1660), era il più giovane figlio maschio di re Carlo I d'Inghilterra e della sua consorte, Enrichetta Maria, principessa di Francia. È noto anche come Enrico di Oatland, dal nome del palazzo dove nacque.

## Biografia

### Erede potenziale
Dopo la sconfitta di suo padre alla fine della Guerra civile inglese, il giovane principe di soli sei anni - a differenza dei suoi fratelli maggiori, fuggiti in Francia con la madre - fu catturato e condotto a Londra. Fu alloggiato negli appartamenti reali della Torre Bianca - nella Torre di Londra - sotto la "protezione" dell'esercito repubblicano. Durante i dibattiti intercorsi tra il capo dell'esercito, Oliver Cromwell, e Henry Ireton riguardo a quale regime avrebbe sostituito il ruolo appena decaduto di Carlo I, fu per breve tempo suggerito che il principe prendesse posto sul trono, a capo di un governo limitato, sotto forma di monarchia costituzionale. Il motivo per cui fu presa in considerazione questa possibilità, era che Enrico era molto giovane e, a differenza dei fratelli, facilmente suggestionabile ad abbandonare le posizioni cattoliche e assolutistiche dei suoi genitori. Tuttavia, questa opzione fu rapidamente scartata, dal momento che il Rump Parliament insistette per istituire il Commonwealth repubblicano. In seguito Enrico fu trasferito in ambienti più confortevoli e godette di una relativa libertà sotto la tutela dei suoi guardiani parlamentari.

### Parigi
Nel 1652 Cromwell autorizzò il suo rilascio e il principe poté raggiungere la madre e i fratelli alla corte di Parigi. Tuttavia, a seguito dell'influenza di Cromwell, era diventato un convinto protestante e ciò causò amari litigi con la madre - estremamente cattolica - sulle questioni religiose. L'avversione di entrambi giunse a livelli tali che Enrichetta Maria lo cacciò da Parigi e il principe si recò a combattere insieme agli eserciti spagnoli a Dunkerque.
Si distinse molto in battaglia e gradualmente si guadagnò la fama di valoroso soldato protestante in Europa. Fu durante il corso di questa campagna che conobbe il rinnegato comandante francese Luigi II di Borbone-Condé, che era a capo delle forze spagnole. Il loro comune disgusto per la Chiesa cattolica creò un forte legame tra di loro e, poco prima della morte, fu suggerito che Enrico sposasse la nipote di Condé.

### Restaurazione
Dopo la pace tra Francia e Spagna, Enrico risiedette nei possedimenti di Condé sino alla morte di Cromwell e al graduale collasso del Commonwealth, che causarono la restaurazione degli Stuart sul trono d'Inghilterra e il ricongiungimento del principe col fratello, Carlo II d'Inghilterra. Tornò insieme al fratello nel suo trionfale rientro a Londra nel maggio 1660 e si trasferì a Whitehall. Fu nominato duca di Gloucester e conte di Cambridge da Carlo II, ma poco tempo dopo morì a causa di un'epidemia di vaiolo.

## Ascendenza
|                                   |                    |                              | Genitori                             |  |  | Nonni |  |  | Bisnonni                    |  |  | Trisnonni                       |  |
|                                   |                    |                              |                                      |  |  |       |  |  | Enrico Stuart, Lord Darnley |  |  | Matthew Stuart, conte di Lennox |  |
|                                   |                    |                              |                                      |  |  |       |  |  | Enrico Stuart, Lord Darnley |  |  | Matthew Stuart, conte di Lennox |  |
|                                   |                    | Margaret Douglas             |                                      |  |  |       |  |  | Enrico Stuart, Lord Darnley |  |  |                                 |  |
| Giacomo I d'Inghilterra           |                    |                              |                                      |  |  |       |  |  | Enrico Stuart, Lord Darnley |  |  |                                 |  |
|                                   |                    | Maria Stuart                 | Giacomo V di Scozia                  |  |  |       |  |  |                             |  |  |                                 |  |
|                                   |                    | Maria Stuart                 | Giacomo V di Scozia                  |  |  |       |  |  |                             |  |  |                                 |  |
|                                   |                    | Maria Stuart                 | Maria di Guisa                       |  |  |       |  |  |                             |  |  |                                 |  |
| Carlo I d'Inghilterra             |                    | Maria Stuart                 |                                      |  |  |       |  |  |                             |  |  |                                 |  |
|                                   |                    | Federico II di Danimarca     | Cristiano III di Danimarca           |  |  |       |  |  |                             |  |  |                                 |  |
|                                   |                    | Federico II di Danimarca     | Cristiano III di Danimarca           |  |  |       |  |  |                             |  |  |                                 |  |
|                                   |                    | Federico II di Danimarca     | Dorotea di Sassonia-Lauenburg        |  |  |       |  |  |                             |  |  |                                 |  |
| Anna di Danimarca                 |                    | Federico II di Danimarca     |                                      |  |  |       |  |  |                             |  |  |                                 |  |
|                                   |                    | Sofia di Meclemburgo-Güstrow | Ulrico III di Meclemburgo-Güstrow    |  |  |       |  |  |                             |  |  |                                 |  |
|                                   |                    | Sofia di Meclemburgo-Güstrow | Ulrico III di Meclemburgo-Güstrow    |  |  |       |  |  |                             |  |  |                                 |  |
|                                   |                    | Sofia di Meclemburgo-Güstrow | Elisabetta di Danimarca              |  |  |       |  |  |                             |  |  |                                 |  |
| Enrico Stuart, duca di Gloucester |                    | Sofia di Meclemburgo-Güstrow |                                      |  |  |       |  |  |                             |  |  |                                 |  |
|                                   | Antonio di Borbone | Carlo IV di Borbone-Vendôme  |                                      |  |  |       |  |  |                             |  |  |                                 |  |
|                                   | Antonio di Borbone | Carlo IV di Borbone-Vendôme  |                                      |  |  |       |  |  |                             |  |  |                                 |  |
|                                   | Antonio di Borbone | Francesca d'Alençon          |                                      |  |  |       |  |  |                             |  |  |                                 |  |
| Enrico IV di Francia              | Antonio di Borbone |                              |                                      |  |  |       |  |  |                             |  |  |                                 |  |
|                                   |                    | Giovanna III di Navarra      | Enrico II di Navarra                 |  |  |       |  |  |                             |  |  |                                 |  |
|                                   |                    | Giovanna III di Navarra      | Enrico II di Navarra                 |  |  |       |  |  |                             |  |  |                                 |  |
|                                   |                    | Giovanna III di Navarra      | Margherita d'Angoulême               |  |  |       |  |  |                             |  |  |                                 |  |
| Enrichetta Maria di Francia       |                    | Giovanna III di Navarra      |                                      |  |  |       |  |  |                             |  |  |                                 |  |
|                                   |                    | Francesco I de' Medici       | Cosimo I de' Medici                  |  |  |       |  |  |                             |  |  |                                 |  |
|                                   |                    | Francesco I de' Medici       | Cosimo I de' Medici                  |  |  |       |  |  |                             |  |  |                                 |  |
|                                   |                    | Francesco I de' Medici       | Eleonora di Toledo                   |  |  |       |  |  |                             |  |  |                                 |  |
| Maria de' Medici                  |                    | Francesco I de' Medici       |                                      |  |  |       |  |  |                             |  |  |                                 |  |
|                                   |                    | Giovanna d'Austria           | Ferdinando I del Sacro Romano Impero |  |  |       |  |  |                             |  |  |                                 |  |
|                                   |                    | Giovanna d'Austria           | Ferdinando I del Sacro Romano Impero |  |  |       |  |  |                             |  |  |                                 |  |
|                                   |                    | Giovanna d'Austria           | Anna Jagellone                       |  |  |       |  |  |                             |  |  |                                 |  |
|                                   |                    | Giovanna d'Austria           |                                      |  |  |       |  |  |                             |  |  |                                 |  |